# Modisimus coco
Modisimus coco is een spinnensoort uit de familie trilspinnen (Pholcidae). De soort komt voor in Costa Rica. 